# Wikispaces

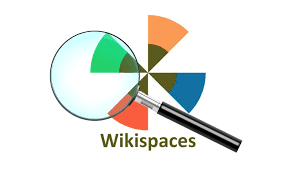
Logo

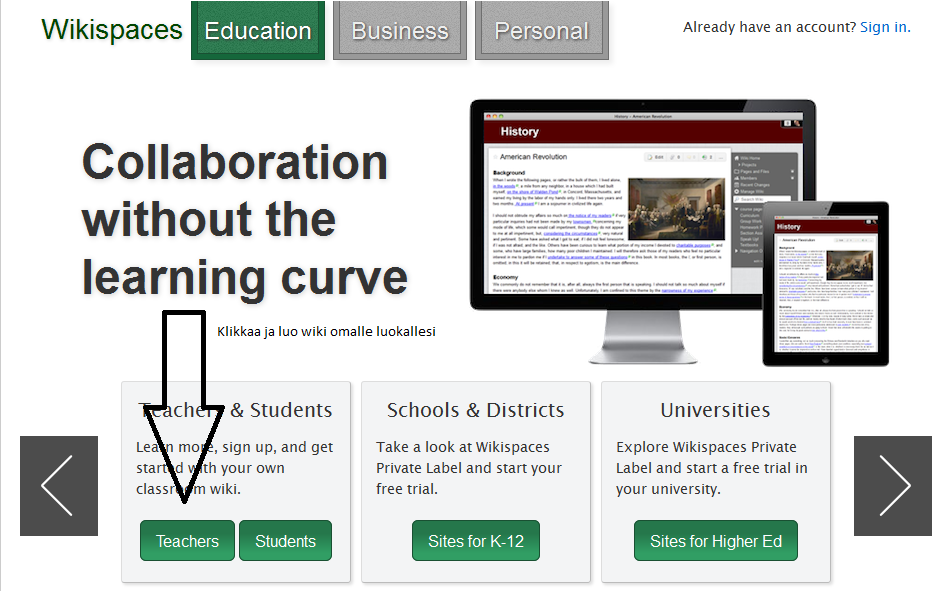
Ehemalige Wikispace-Startseite

Wikispaces war ein Host (englisch Wiki hosting service), also ein Datenbankanbieter. Dieser stellte Speicherplatz (englisch space) speziell für Wikis zur Verfügung.

## Geschichte
Wikispaces wurde im Jahr 2005 als Internetdienstanbieter gegründet. Sitz war San Francisco. Es wurde weltweit von Unternehmen, Pädagogen und auch von privaten Einzelpersonen genutzt. Der namensgebende wichtigste Anwendungszweck war das Anbieten von Wikis. Ein Beispiel war das Chess Programming Wiki, das diesen Dienst ab 2007 nutzte.
Aufgrund schwieriger Umstände musste Wikispaces im Jahr 2018 seinen Dienst einstellen.